# 田島直人記念陸上競技大会
田島直人記念陸上競技大会（たじまなおときねんりくじょうきょうぎたいかい）は、毎年7月に山口県山口市の維新みらいふスタジアムで行われる陸上競技大会である。山口陸上競技協会、読売新聞西部本社、山口放送（KRY）の主催で行われる。

## 概要
現在の岩国市出身で、1936年ベルリンオリンピックの男子三段跳において、人類史上初の16mジャンプとなる16m00で金メダルを獲得した田島直人の功績を称え、2004年にその名前のついた大会が創設された。この大会は田島直人のような選手を育成する目的もあるため、小学生中学生高校生育成強化陸上競技大会も兼ねている。高校生・中学生・小学生の部には地元・山口県の選手たちが出場し、一般の部には日本のトップクラスの選手たちが若干名招待される。
大会は例年10月か11月に開催されていたが、2017年の第14回大会からは6月に開催されている。
2018年から日本グランプリシリーズの1つに格上げされた。2022年大会のグランプリ種目は男女の100m、400m、110ｍH、400ｍH、走高跳、走幅跳、三段跳、円盤投、ハンマー投。

## 大会一覧
出典：
| 回 | 開催日              | 開催地                     | 脚注 |
| -- | ------------------- | -------------------------- | ---- |
| 1  | 2004年10月10日      | 維新百年記念公園陸上競技場 |      |
| 2  | 2005年10月9日       | 維新百年記念公園陸上競技場 |      |
| 3  | 2006年10月22日      | 維新百年記念公園陸上競技場 |      |
| 4  | 2007年10月21日      | 下関市営下関陸上競技場     |      |
| 5  | 2008年10月19日      | 下関市営下関陸上競技場     |      |
| 6  | 2009年10月18日      | 下関市営下関陸上競技場     |      |
| 7  | 2010年10月17日      | 下関市営下関陸上競技場     |      |
| 8  | 2011年11月13日      | 維新百年記念公園陸上競技場 |      |
| 9  | 2012年10月21日      | 維新百年記念公園陸上競技場 |      |
| 10 | 2013年10月20日      | 維新百年記念公園陸上競技場 |      |
| 11 | 2014年11月9日       | 維新百年記念公園陸上競技場 |      |
| 12 | 2015年11月8日       | 維新百年記念公園陸上競技場 |      |
| 13 | 2016年10月23日      | 維新百年記念公園陸上競技場 |      |
| 14 | 2017年6月4日        | 維新百年記念公園陸上競技場 |      |
| 15 | 2018年6月3日        | 維新みらいふスタジアム     |      |
| 16 | 2019年10月20日      | 維新みらいふスタジアム     |      |
| 17 | 2021年10月16日-17日 | 維新みらいふスタジアム     |      |

## グランプリ種目と大会記録

### 男子
| 種目   | 記録          | 選手       | 所属         | 年   |
| ------ | ------------- | ---------- | ------------ | ---- |
| 800m   |               |            |              |      |
| 走幅跳 | 7m95（+1.5）  | 下野伸一郎 | 九電工       | 2017 |
| 三段跳 | 16m98（+1.5） | 石川和義   | 筑波大学     | 2004 |
| やり投 | 79m18         | 村上幸史   | スズキ浜松AC | 2011 |

### 女子
| 種目       | 記録         | 選手       | 所属         | 年   |
| ---------- | ------------ | ---------- | ------------ | ---- |
| 800m       |              |            |              |      |
| 走幅跳     | 6m50（+1.6） | 桝見咲智子 | 九電工       | 2008 |
| やり投     | 59m81        | 海老原有希 | スズキ浜松AC | 2013 |
| ハンマー投 | 63m21        | 綾真澄     | グローバリー | 2004 |